# Saint-Hippolyte-du-Fort
 Saint-Hippolyte-du-Fort (en occitano Sant Ipolit del Fòrt) es una población y comuna francesa, situada en la región de Occitania, departamento de Gard, en el distrito de Le Vigan y cantón de Saint-Hippolyte-du-Fort.

## Demografía
| 3325 | 3547 | 3461 | 3400 | 3515 | 3391 |
| Para los censos de 1962 a 1999 la población legal corresponde a la población sin duplicidades (Fuente: INSEE [Consultar]) |      |      |      |      |      |

## Personajes célebres
- Hippolyte Tournon (1830-1912), conocido también como Hipólito Tournón en español, fue un destacado empresario y comerciante francés del café, representante consular de Costa Rica en Francia.